# Чемпіонат України з легкої атлетики в приміщенні 2006
Чемпіонат України з легкої атлетики в приміщенні 2006 серед дорослих був проведений 21-23 лютого в Сумах в манежі Української академії банківської справи.
Першість з естафетних дисциплін була розіграна окремо 11 лютого в Сумах, а чемпіони з дисциплін багатоборства були визначені там же 14-15 лютого.

## Призери

### Чоловіки
| Дисципліни                  | Золото                                                                                       | Золото    | Срібло                                                                                               | Срібло   | Бронза                                                                             | Бронза   |
| --------------------------- | -------------------------------------------------------------------------------------------- | --------- | --- | -------- | ---------------------------------------------------------------------------------- | -------- |
| 60 метрів                   | Анатолій Довгаль Харківська область                                                          | 6,63      | Костянтин Васюков Донецька область                                                                   | 6,65     | Роман Бублик Івано-Франківська область                                             | 6,73     |
| 200 метрів (поза програмою) | Олексій Рємєнь Донецька область                                                              | 22,17     | Роман Бублик Івано-Франківська область                                                               | 22,26    | Іон Міркос Молдова                                                                 | 22,49    |
| 400 метрів                  | Олексій Рачковський Житомирська область                                                      | 46,73 NIR | Михайло Книш Вінницька область                                                                       | 47,28    | Віталій Дубоносов Київ                                                             | 47,40    |
| 800 метрів                  | Віталій Волошин Черкаська область                                                            | 1.51,79   | Максим Жудін Чернігівська область                                                                    | 1.51,82  | Віталій Зімзе Донецька область                                                     | 1.52,39  |
| 1500 метрів                 | Іван Гешко Чернівецька область                                                               | 3.40,20   | Василь Цікало Львівська область                                                                      | 3.45,34  | Микола Лабовський Чернівецька область                                              | 3.46,56  |
| 3000 метрів                 | Іван Бабарика Дніпропетровська область                                                       | 8.04,11   | Євген Божко Харківська область                                                                       | 8.06,47  | Василь Ремщук Вінницька область                                                    | 8.10,86  |
| 60 метрів з бар'єрами       | Сергій Демидюк Київ                                                                          | 7,72      | Давід Іларіані Грузія                                                                                | 7,87     | Андрій Батраченко Дніпропетровська область                                         | 7,91     |
| 3000 метрів з перешкодами   | Сергій Редько Луганська область                                                              | 8.36,19   | Анатолій Харковець Рівненська область                                                                | 8.41,69  | Ілля Сухарєв Київська область                                                      | 8.42,93  |
| 4×200 метрів                | Харківська областьТагір Тухтаров Євген Бібік Євген Петренко Микола Василець                  | 1.30,62   | КиївОлександр Рюмін Сергій Калита Олександр Ніколаєвський Руслан Барков                              | 1.30,96  | Сумська областьВіталій Корж Юрій Штанов Роман Шевцов Олександр Гудим               | 1.31,15  |
| 4×400 метрів                | Житомирська областьСергій Логвиненко Віталій Подакін Віталій Рудзинський Олексій Рачковський | 3.15,79   | Дніпропетровська областьВолодимир Демченко Олег Мірошниченко Олександр Яковенко Максим Білоцерківець | 3.16,04  | Донецька областьВолодимир Жердєв Віталій Зімзе Олександр Кремененко Олексій Рємєнь | 3.16,65  |
| Ходьба 10000 метрів         | Андрій Ковенко Вінницька область                                                             | 40.24,37  | Олексій Шелест Сумська область                                                                       | 40.58,50 | Артем Вальченко Київська область                                                   | 41.15,51 |
| Стрибки у висоту            | Артем Козбанов Дніпропетровська область                                                      | 2,25      | Андрій Соколовський Вінницька область                                                                | 2,20     | Віктор Шаповал Львівська область                                                   | 2,20     |
| Стрибки з жердиною          | Максим Мазурик Донецька область                                                              | 5,75      | Денис Юрченко Донецька область                                                                       | 5,70     | Владислав Ревенко Київська область                                                 | 5,65     |
| Стрибки у довжину           | Олексій Лукашевич Дніпропетровська область                                                   | 7,87      | Роман Щуренко Київ                                                                                   | 7,80     | Валерій Васильєв Київ                                                              | 7,79     |
| Потрійний стрибок           | Віктор Ястребов Київська область                                                             | 16,73     | Микола Саволайнен Київ                                                                               | 16,37    | Віктор Кузнєцов Київська область                                                   | 16,35    |
| Штовхання ядра              | Андрій Бородкін Хмельницька область                                                          | 18,79     | Андрій Немчанінов Київська область                                                                   | 18,68    | Андрій Семенов Одеська область                                                     | 18,54    |
| Семиборство                 | Олександр Пархоменко Білорусь                                                                | 5887      | Олексій Сисоєв Росія                                                                                 | 5809     | Костянтин Смірнов Росія                                                            | 5806     |

### Жінки
| Дисципліни                  | Золото                                                                               | Золото       | Срібло                                                                     | Срібло         | Бронза                                                                          | Бронза                 |
| --------------------------- | ------------------------------------------------------------------------------------ | ------------ | -------------------------------------------------------------------------- | -------------- | ------------------------------------------------------------------------------- | ---------------------- |
| 60 метрів                   | Жанна Блок Київська область                                                          | 7,23         | Анжела Кравченко Донецька область                                          | 7,39           | Ольга Андрєєва Івано-Франківська область                                        | 7,39                   |
| 200 метрів (поза програмою) | Ольга Андрєєва Івано-Франківська область                                             | 23,73        | Ірина Штангеєва Донецька область                                           | 23,86          | Лізет Ассегбеде Київ                                                            | 24,63                  |
| 400 метрів                  | Лілія Лобанова Київ                                                                  | 53,34        | Оксана Щербак Полтавська область                                           | 53,38          | Анастасія Рабченюк Київ                                                         | 54,05                  |
| 800 метрів                  | Зоя Нестеренко Вінницька область                                                     | 2.03,73      | Наталія Лупу Чернівецька область                                           | 2.04,31 NIU20R | Тамара Твердоступ Харківська область                                            | 2.04,89                |
| 1500 метрів                 | Ірина Ліщинська Донецька область                                                     | 4.14,35      | Наталія Тобіас Донецька область                                            | 4.15,64        | Тетяна Головченко Сумська область                                               | 4.15,81                |
| 3000 метрів                 | Тетяна Кривобок Донецька область                                                     | 8.53,9h      | Тетяна Головченко Сумська область                                          | 9.05,8h        | Валерія Мара АР Крим                                                            | 9.37,0h                |
| 60 метрів з бар'єрами       | Євгенія Снігур Харківська область                                                    | 8,18         | Олена Ястребова Донецька область                                           | 8,36           | Людмила Блонська Київська область                                               | 8,38                   |
| 3000 метрів з перешкодами   | Валерія Мара АР Крим                                                                 | 9.57,77      | Юлія Ігнатова Одеська область                                              | 10.01,77       | Оксана Ілютчик Херсонська область                                               | 10.13,74               |
| 4×200 метрів                | Івано-Франківська областьОксана Кирилович Христина Стуй Ірина Шепетюк Ольга Андрєєва | 1.31,64      | Харківська областьАнна Плотіцина Галина Тонковид Юлія Графова Олена Чебану | 1.37,68        | Дніпропетровська областьОлеся Повх Юлія Акуленко Тетяна Дяченко Валерія Назарко | 1.41,78                |
| 4×400 метрів                | Донецька областьЮлія Жидкова Вікторія Бутко Анна Медвецька Ганна Бєланова            | 3.44,35      | Київська областьНаталія Пигида Альона Андрухова Олена Зайцева Юлія Глиняна | 3.48,61        | КиївОксана Шуліка Людмила Лут Юлія Краснощок Ксенія Карандюк                    | 3.49,21                |
| Ходьба 5000 метрів          | Віра Зозуля Тернопільська область                                                    | 21.53,07 NIR | Олена Мірошниченко Сумська область                                         | 22.00,64       | Світлана Вавілова Київська область                                              | 22.07,50 NIU23R NIU20R |
| Стрибки у висоту            | Ірина Михальченко Київ                                                               | 1,95         | Ірина Коваленко Київська область                                           | 1,92           | Олена Холоша Миколаївська область                                               | 1,86                   |
| Стрибки з жердиною          | Наталія Кущ Донецька область                                                         | 4,40         | Людмила Вайленко Донецька область                                          | 4,15           | Олена Чикачкова Донецька область                                                | 4,00                   |
| Стрибки у довжину           | Вікторія Молчанова Харківська область                                                | 6,47         | Олександра Шишлюк Черкаська область                                        | 6,47           | Оксана Зубковська Київська область                                              | 6,42                   |
| Потрійний стрибок           | Олександра Шишлюк Черкаська область                                                  | 14,07        | Ольга Саладуха Донецька область                                            | 13,94          | Тетяна Дяченко Київ                                                             | 13,84                  |
| Штовхання ядра              | Тетяна Насонова Одеська область                                                      | 17,37        | Світлана Сакун Чернігівська область                                        | 16,79          | Оксана Захарчук Київська область                                                | 16,10                  |
| П'ятиборство                | Світлана Соколова Росія                                                              | 4326         | Світлана Ладохіна Росія                                                    | 4308           | Ганна Мельниченко Полтавська область                                            | 4283                   |